# Michel Carrouges
 (octobre 2018).
Si vous disposez d'ouvrages ou d'articles de référence ou si vous connaissez des sites web de qualité traitant du thème abordé ici, merci de compléter l'article en donnant les références utiles à sa vérifiabilité et en les liant à la section « Notes et références ».
Pour les articles homonymes, voir Couturier et Carrouges (homonymie).
Michel Carrouges (nom de plume de Louis Joseph Couturier), né le 22 février 1910 à Poitiers et mort le 13 juin 1988 dans le 15e arrondissement de Paris, est un écrivain français du XXe siècle.

## Biographie
Michel Carrouges est né en 1910 à Poitiers. Il y passe son enfance et son adolescence. Après son baccalauréat, il entreprend des études de droit à la faculté de Poitiers, suivant en cela la tradition familiale (son père était avocat et bâtonnier de l'Ordre et de son grand-père était président du tribunal).
Après son mariage avec Louise-Henriette de Ruffray, une cousine lointaine, il s'installe à Paris, au début des années 1930, rue du Pré-aux-Clercs et plus tard rue Sédillot.
Il travaille dans une compagnie d'assurances, La Providence, pendant plus d'une dizaine d'années où il exerce son métier de juriste.
Il prend contact avec Jacques Maritain et lui soumet ses premiers poèmes. Celui-ci l'encourage à poursuivre. Il s'intéresse au surréalisme et, sur les conseils d'un de ses amis Jean Maury, libraire à Poitiers, il entre en contact avec André Breton et le groupe surréaliste.
La Seconde Guerre mondiale interrompra provisoirement cette relation et la publication d'un premier ouvrage sur Éluard et Claudel où il explore les « Cosmos » de deux poésies qu'apparemment tout sépare. Cet ouvrage ne paraîtra qu'après la Libération.
Mobilisé en 1940, il réussit à échapper à l'armée allemande et se réfugie en zone libre. Pendant l'Occupation, il commence à rédiger les premières pages de son ouvrage sur André Breton, A.B. et les Données fondamentales du surréalisme. Après le retour des États-Unis d'André Breton, Michel Carrouges reprendra contact avec celui-ci. À l'invitation d'André Breton, il participera aux réunions du groupe surréaliste place Blanche.
Dans le même temps, il devient rédacteur en chef de la revue Fêtes et Saisons aux éditions du Cerf dirigées par l'ordre des Dominicains. Cela l'amènera à écrire plusieurs biographies sur le père de Foucauld et d'autres figures du christianisme. Cette « cohabitation » lui vaudra l'exclusion du groupe surréaliste mais n'empêchera nullement, par la suite, la persistance entre André Breton et lui d'une amitié et d'une estime réciproques.
À la même époque, il s'installe avenue de La Motte-Picquet.
Au début des années 1950, il rencontre Marcel Duchamp et rédige un ouvrage intitulé Les Machines célibataires, en se servant de La Mariée mise à nu par ses célibataires, même, comme d'un fil conducteur.
Il s'intéresse aussi à l'œuvre de Franz Kafka pour mettre en lumière ce que les écrits de celui-ci apportent pour mieux comprendre les ressorts de l'aliénation sociale. Ressorts dont l'apparente « absurdité » n'est que le miroir aux alouettes des vrais détenteurs d'un pouvoir.
Il écrit plusieurs nouvelles de science-fiction ainsi que deux romans, Les Portes dauphines et Les Grands-Pères prodiges.
Plus tard, Michel Carrouges entreprit d'écrire plusieurs ouvrages sur le père de Foucauld, lui aussi au carrefour d'une rencontre entre les spiritualités musulmane et chrétienne. Rencontre qui ne pouvait que susciter l'intérêt de Michel Carrouges, lui qui, au contact de la spiritualité bouddhiste, reprit le chemin de la spiritualité chrétienne.
Par la suite, il s'intéressera à un mythe moderne, les soucoupes volantes que l'on voyait à cette époque envahir les cieux de France, des États-Unis et bien ailleurs encore. Il écrira à ce propos Les Apparitions de Martiens pour tenter de décrypter les témoignages et en faire ressortir les convergences et les incohérences.
Peu après, une cécité précoce l'oblige à cesser toute activité littéraire régulière.
Il meurt en 1988 à son domicile, avenue de La Motte-Picquet à Paris.

## Pseudonyme
Michel Carrouges n'a jamais révélé l'origine du choix de ce pseudonyme pour exercer son activité littéraire. Le nom de Carrouges (écrit aussi Carrouge ou même Carroge) est fréquent pour désigner des localités en France, Belgique et Suisse. La signification en serait « carrefour », d'après le dictionnaire du moyen français et viendrait du Latin « quadruvium ».
Raison ou intuition poétique, quoi que ce fût, ce choix reflète bien la personnalité de Michel Carrouges, « Être à la croisée des chemins, être celui qui accueille et met en lien ce que l'apparence des choses sépare ».

## Œuvres
- La Mystique du surhomme, Paris : Gallimard, 1948. Rééd. 1967
- L'Enfer (avec C. Spicq, G. Bardy, e.a.), Paris : les Éd. de la Revue des Jeunes, 1950
- Le monde se fait tous les jours, Paris : éd. du Cerf, 1953
- Charles de Foucauld : explorateur mystique, Paris : éd. du Cerf, 1954. Rééd. 1955, 1958, 1959, 1962 et 1963
- Les Portes dauphines, roman, Paris : Gallimard, 1954
- Les Grands-pères prodiges : roman, Paris : Plon, 1957
- Le Père Jacques, Paris : éditions du Seuil, 1958. Rééd. 1959 et 1988
- Foucauld devant l'Afrique du Nord : essai critique, Paris : éd. du Cerf, 1961
- Les Apparitions de Martiens, Paris : Fayard (Évreux, impr. Labadie), 1963
- Le Laïcat : mythe et réalité, préface de Jean Daniélou, Paris : édition du Centurion, 1964
- Volk Gottes Mythos und Wirklichkeit : eine Standortbestimmung, Limburg : Lahn-Verlag, 1965
- Machines : pataphysique de l'au-delà, Études philosophiques, 1985
- Jean-Marie Vianney, curé d'Ars (avec Bernard Bro), Paris : éd. du Cerf, 1986. Rééd. 1990 et 2009
- Franz Kafka, Paris : éd. Labergerie, DL 1948
- Kafka contre Kafka, Paris : Plon , DL. 1962
- Foyers de notre culture (avec H. Bars, J. Bosc, e.a.), Lyon : éd. de l'Abeille, [1943?]
- Kafka contre Kafka, [Paris] : Plon, [1962]
- André Breton et les Données fondamentales du surréalisme, [Paris] : Gallimard, 1950. Rééd. 1950 et 1967
- Les Machines célibataires, Paris : Arcanes, 1954. Rééd. 1976
- Le Père de Foucauld et les fraternités aujourd'hui, Paris : éditions du Centurion, 1963
- Éluard et Claudel, Paris : éditions du Seuil, 1945
- Un patronat de droit divin, Paris : éditions Anthropos, 1971

Préfaces
- L'Imitation de Jésus-Christ, traduction française de Lamennais, introduction par Michel Carrouges, [Paris] : le Club français du livre, 1950
- La Vérité vous rendra libres de Pierre Van Der Meer De Walcheren, traduction du néerlandais par Antoine Freund, [préf. de Michel Carrouges], Paris : éd. du Cerf, 1971
- Introduction à la vie dévote de saint François de Sales, postface de Michel Carrouges, [Paris] : Le club français du livre, 1952